# Datsja

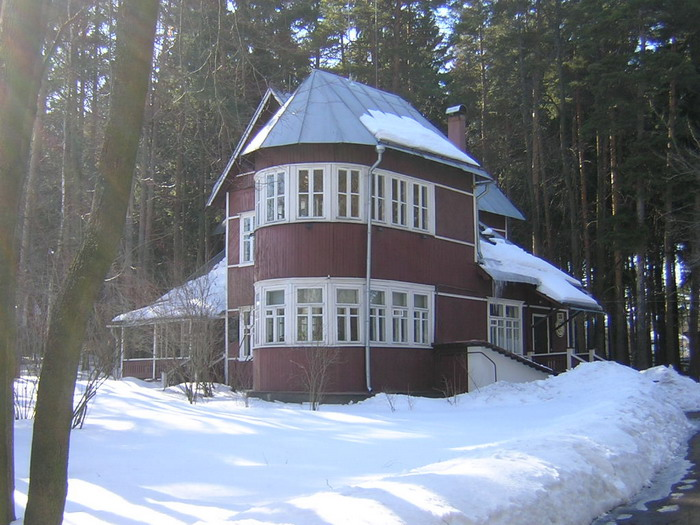
De datsja van Boris Pasternak in Peredelkino (ten zuidwesten van Moskou)

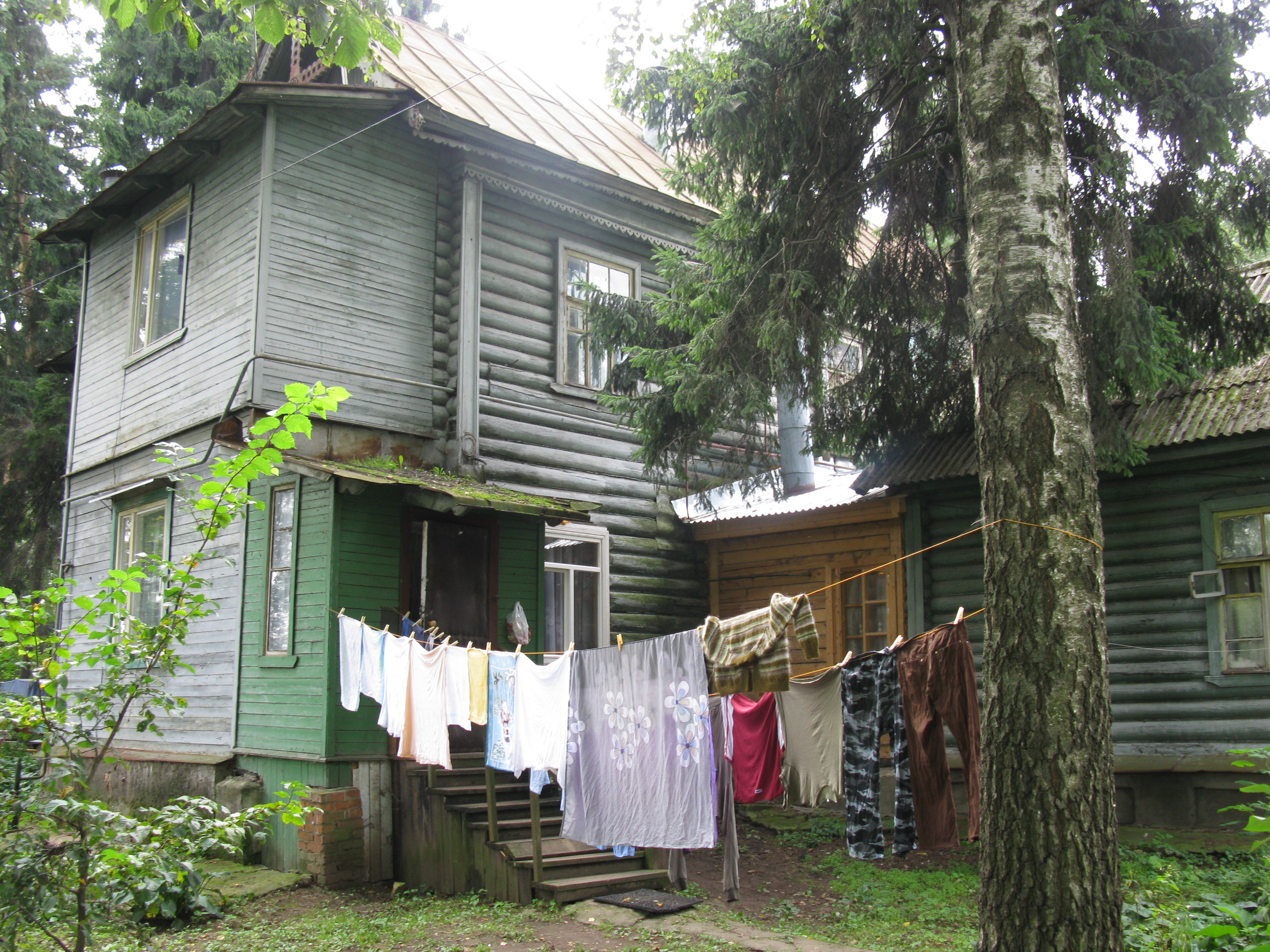
Een gewone datsja

Een datsja (Russisch: дача) is een Russisch woord voor een huisje op het platteland. Meestal worden met de term Russische buitenhuisjes bedoeld, die voor een gedeelte van het jaar door de eigenaar bewoond en/of verhuurd worden aan stedelingen, als vakantiebestemming voor in de zomer. Datsja's zijn een typisch onderdeel van de cultuur in Rusland en sommige voormalige Sovjetrepublieken.

## Geschiedenis
De eerste datsja's in Rusland werden gebouwd tijdens het bewind van Peter de Grote. Oorspronkelijk waren het landgoederen die door de tsaar aan loyale vazallen werden gegeven. In archaïsch Russisch betekent het woord datsja "iets wat gegeven wordt".
Tijdens de Verlichting gebruikte de Russische adel hun datsja's voor sociale en culturele bijeenkomsten, die vaak werden verlevendigd met gemaskerde bals en vuurwerk. Tijdens de Industriële revolutie nam de stedelijke bevolking snel toe en daarmee ook een groeiende vraag naar buitenhuisjes, om zo tijdelijk aan de zwaar vervuilde steden te kunnen ontsnappen. Tegen het einde van de 19e eeuw was de datsja een populaire recreatievorm geworden voor de boven- en middenklasse van de Russische maatschappij.
Na de Russische Revolutie van 1917 werden de meeste datsja's onteigend en staatseigendom gemaakt. Sommige datsja's werden omgetoverd tot vakantiebestemming voor de werkende klasse, terwijl andere, gewoonlijk de wat luxere uitvoeringen, onder vooraanstaande functionarissen van de Communistische Partij en de nieuwe culturele en wetenschappelijke elite werden verdeeld. Op een paar uitzonderingen na werden alle datsja's eigendom van de staat en mochten zij alleen gebruikt worden door degenen die loyaal waren aan het Sovjetregime. De bouw van nieuwe datsja's werd tot eind 1940 beperkt en vereiste speciale goedkeuring van het bestuur van de Communistische Partij.
Na de Tweede Wereldoorlog werden er weer meer datsja's gebouwd. Aangezien er geen wet was die de bouw van datsja's verbood, begonnen krakers oude gebouwen, schuren en hutten op stukken land nabij de steden te bezetten. Veel stedelijke bewoners, die in plaats van op een flat in de stad ook liever wat tijd dicht bij de natuur door zou brengen om z'n eigen fruit en groenten te kweken, moedigden deze acties aan.
Rond 1980 had praktisch iedere rijke familie een eigen datsja of besteedde de vrije tijd in de datsja van vrienden. Na de ondergang van het communisme in de Sovjet-Unie werden de meeste datsja's geprivatiseerd. Ten gevolge van de snelle verstedelijking van Rusland, worden veel dorpshuizen momenteel verkocht om als datsja's gebruikt te worden. Veel Russische dorpen hebben nu tijdelijke inwoners, datsjniki (дачники). Sommige dorpen zijn zelfs veranderd in ware "datsja-nederzettingen". Rusland is nu het land met het grootste aantal eigenaars van tweede huizen.
Veel bewoners van vooral flats die in oudere wijken vaak geconcentreerd in een vierkant bij elkaar staan, hebben een Datsja om daar wat groenten en fruit te kweken voor eigen gebruik, al worden buren en familie niet vergeten. Wél gaan familie en kinderen vaak mee op een dagje "Datsja", deels voor recreatie, deels voor hulp. De nadruk ligt dan vaak op het telen van groente en fruit en niet op de recreatie.